# Ruth Underberg
Ruth Underberg (* 1924 in Köln; † 2002) war eine deutsche Künstlerin.

## Leben
Underberg stammte aus der Familie des Magenbitter-Herstellers Underberg. Sie war Tochter von Else Underberg (geborene Schmitz-Winnenthal) und Hubert Gottfried Underberg (der Enkel des Firmengründers Underberg-Albrecht).
1939 besuchte sie in Berlin die Fachschule Lette-Verein, um sich als Modezeichnerin ausbilden zu lassen. Im Jahre 1942 wurde sie Mitglied der Hermann-Göring-Meisterschule für Malerei in Kronenburg, Eifel. Dort war sie Schülerin bei Werner Peiner. Später setzte sie ihre Kunststudien an der Hochschule für Bildende Kunst in Berlin fort. Ab 1944 war die Familie in Österreich (Wolfgangsee) evakuiert. Dort arbeitete Ruth Underberg mit dem Kunstmaler Paul Mathias Padua insbesondere an Landschaften, Porträts und Stillleben. In dieser Zeit vollendete sie einige Porträtsaufträge in Öl, unter anderem für den Botschafter in Rumänien, Prinz Karl Fürstenberg.
Nach dem Krieg lebte Ruth Underberg zunächst in Bad Godesberg als freischaffende Künstlerin. Sie war Mitglied des Rheinisch-Westfälischen Künstlervereins und hatte zahlreiche erfolgreiche Ausstellungen, u. a. in Aachen, Köln und Bad Godesberg.
Ab 1954 besuchte Ruth Underberg die Werkkunstschule Wiesbaden.
Ab 1956 lebte Ruth Underberg in Frankfurt, wo sie als Künstlerin zahlreiche Aufträge für Bildgestaltungen, Porträts etc. erhielt. Sie war nie verheiratet und hatte keine Kinder. Sie lebte bei ihren Eltern bis zum Tode ihrer Mutter (1974). Danach lebte sie bis 1984 auf dem Rittergut Winnenthal bei Xanten, dem Elternhaus ihrer Mutter, wo sie eine eigene Galerie hatte.